# Xã Mason, Quận Lawrence, Ohio
Xã Mason (tiếng Anh: Mason Township) là một xã thuộc quận Lawrence, tiểu bang Ohio, Hoa Kỳ. Năm 2010, dân số của xã này là 1.116 người.